# Chiron (ruisseau)
Pour les articles homonymes, voir Bessey (homonymie) et Chiron.
Le Chiron ou ruisseau de Bessey est un ruisseau français du département de la Côte-d'Or dans la région Bourgogne-Franche-Comté et un affluent gauche de la Bèze, donc un sous-affluent du Rhône par la Saône.

## Géographie
Le ruisseau, le Chiron s’appelle aussi en partie haute le ruisseau de Bessey. Il prend sa source au lieu-dit de la Ferme de Bessey, sur la commune de Dampierre-et-Flée, à 234 m d'altitude, mesure 8,3 km et se situe sur le bassin Rhône-Méditerranée, plus précisément sur le bassin versant Bèze-Albane (d'une superficie de 250 km2, pour une longueur de 95 km dont 30 km). Il appartient aux quatre masses d’eau de surface qui sont présentes sur le bassin versant de la Bèze.
Le Chiron coule globalement du nord-est vers le sud-ouest
Il conflue au sud de la commune de Noiron-sur-Bèze, à 205 m d'altitude

## Communes et cantons traversés
Dans le seul département de la Côte-d'Or, le Chiron traverse trois communes et deux cantons :
- dans le sens amont vers aval : Dampierre-et-Flée (source), Bèze, Noiron-sur-Bèze (confluence).

Soit en termes de cantons, le Chiron prend source sur le canton de Fontaine-Française et conflue sur le canton de Mirebeau-sur-Bèze.

## Affluent
Le Chiron a un affluent référencé :
- L'Abîme (rd) 3,6 km, sur les deux communes de Bourberain et Dampierre-et-Flée et confluent avant l'Étang de Bessey.

## Géologie et hydrologie
La géologie du plan d'eau du Chiron est constituée de formations calcaires de l’ère secondaire. « Le centre-ouest du bassin (de Noiron-sur-Bèze jusqu’à la source de l’Albane), est constitué de formations secondaires du Crétacé et de formations tertiaires anté-Pliocène. Cette série du Crétacé est bien complète forme un monoclinal à léger plongement Sud-ouest où la craie cénomano-turonienne forme une côte au-dessus des argiles de l’Albien. Elle donne des collines arrondies typiques. » « L’amont du bassin de la Bèze est alimenté par un important réseau karstique issu en partie des pertes de la Tille et de la Venelle. Une partie des eaux de pluie vient alimenter ces nappes. La source de la Bèze est l’exutoire de cet important réseau ».
Deux stations de mesure existent le long de son cours : sur le pont amont du lieu-dit de la Rente Rouge et sur le pont de la D30h.

## Affluent de la Bèze
Il est l'un des principaux affluents de la Bèze, et le premier à s'y jeter, avec : l’Albane (17 km) et le Pannecul (6 km). Plusieurs études ont montré que le bassin versant topographique situé sur la commune de Bèze, qui est seulement de 32,6 km2, serait au centre d'un réseau hydrologique plus vaste, entre 225 et 890 km2, vraisemblablement de 400 km2,.

## Aménagement du cours
La plupart des zones humides de fond de vallées ont été drainées et de nombreux fossés d’assainissement et de drainage agricoles ont considérablement redessiné le réseau hydrographique du bassin versant. Toutefois la Bèze est le cours d'eau le moins affecté par les travaux de redressement de son lit, au contraire de ses affluents, et notamment le Chiron dont le cours a été aménagé considérablement, à des fins agricoles. Certaines parties du cours d'eau présentent une « véritable chenalisation ».

## Patrimoine bâti à l'eau
Un lavoir, construit au XIXe siècle, après 1838, a été édifié sur le Chiron, à la sortie de Bèze, au lieu-dit Chevigny.